# ヨアヒム・リンゲルナッツ

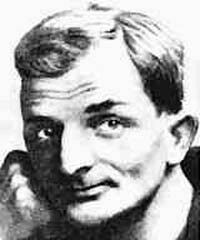
リンゲルナッツ、1925年

ヨアヒム・リンゲルナッツ（Joachim Ringelnatz、1883年8月7日 - 1934年11月17日）は、ドイツの詩人、作家、画家。本名ハンス・グスタフ・ベティヒャー（Hans Gustav Bötticher）。学校を中退、水夫を経て放浪生活を送りつつ、ウィーン、ミュンヘン、ベルリンなどのカバレットで自作詩を披露した。ケストナー、メーリング、ブレヒトなどとともに新即物主義（ノイエ・ザハリヒカイト）の代表的詩人であり、虚飾を廃した素朴な即興詩やナンセンス詩を多く作っている。詩集に『体操詩』『クッテルダデルドゥ』（ともに1920年）など。

## 生涯
ザクセン州ヴルツェンに生まれる。父は図案家、著作家であった。1887年に家族でライプツィヒに移る。学校生活が性に合わず、はじめ国立のギムナジウムに通うが、粗暴な振る舞いが多いために放校されて私立学校に移った。1901年、学校を中退し見習い水夫となるも、虐待に遭ったため脱走をはかる。以後、様々な船に乗り込んで世界中をまわりつつ、その間に見世物小屋の雇われや雑役夫、屋根葺きの会社社員などの職も経験。しばしば警察の世話にもなる。
1909年、ウィーンの酒場「ジムプリチスムス」の文芸カバレットに通うようになり、ここで自作の詩の朗読が好評を博したためこの酒場の専属詩人となる。謝礼は葡萄酒一杯や2マルクといった程度であったが、この時期にブルーノ・フランクやマックス・ラインハルトなど多数の芸術家と知り合った。このほか即興詩や広告向けの詩なども書く。また煙草屋を開店し、絵や写真などの店内装飾で一時評判をとるが、9ヶ月ほどで立ち行かなくなる。

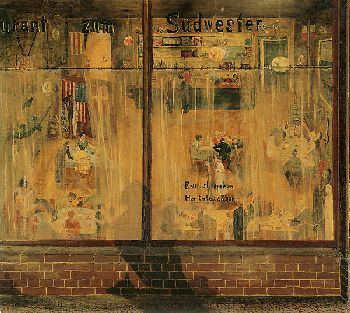
『港の酒場』（リンゲルナッツ画、1933年）

1911年、酒場の専属をやめて再び各地を放浪、占い師や、貴族の蔵書整理、城の案内人などを経験するが、1913年には「ジムプリチスムス」に戻る。1914年、海軍に入隊、1917年には少尉となる。実戦に加わることを熱望したが果たせずに終わった。1920年、町長の娘ローナ・ピーパアと結婚。芸人として各地のカバレットで自作の朗読をしてまわる。
1923年、ベルリンで個展を開いて自身の絵を競売にかけ、以後各地の都市で同様の個展を開く。1925年、長期のパリ旅行でジャン・コクトーらと知り合う。1932年、自作の劇「壜」をライプツィヒで初演。自ら主人公の水夫を演じながらヨーロッパを巡業する。晩年にはミュンヘン、ハンブルクなどではリンゲルナッツの朗読は禁止されるといった措置もとられた。1934年6月、結核病院に入院、9月に退院したが、同年11月7日にベルリンで死去した。

## 日本語訳・関連書籍
- リンゲルナッツ詩集（板倉鞆音訳、思潮社、1966年）
- 画家リンゲルナッツ（ハンブルク美術協会編、鈴木俊訳、宝文館出版、1987年）
- 動物園の麒麟―リンゲルナッツ抄（板倉鞆音訳、国書刊行会、1988年）
- 僕の見習水夫日記（鈴木俊訳、宝文館出版、1996年）
- リンゲルナッツの放浪記（鈴木俊訳、土曜美術社出版販売、2000年）